# Anadara notabilis
Anadara notabilis är en musselart som först beskrevs av Roding 1798.  Anadara notabilis ingår i släktet Anadara och familjen Arcidae. Inga underarter finns listade i Catalogue of Life.